# 358
358 foi um ano comum do século IV que teve início e terminou a uma quinta-feira, segundo o Calendário Juliano. a sua letra dominical foi D.
| Ano completo                        |
| ----------------------------------- |
| Ano comum com início à quinta-feira |

## Eventos
- Terremoto em Niceia.
- Capitulação dos francos a Juliano, o Apóstata na Bélgica.
- Juliano permite aos francos se tornarem federados em Toxandria.
- Invasão da Panônia pelos quados e sármatas é repelida por Constantino II.
- Dissolução do Sinédrio na Palestina.